# Jogo de Espiões
Jogo de Espiões (em inglês:  Spy Game) é um filme estadunidense de espionagem  dirigido por Tony Scott e estrelando Robert Redford e Brad Pitt. O filme teve receita bruta de 62.362.560 dólares nos Estados Unidos e 143.049.560 dólares no mundo.

## Sinopse
Nathan Muir está prestes a se aposentar como agente do governo, até ser convocado pela CIA para salvar seu protegido, Tom Bishop, que foi preso na China por espionagem, antes de partir para o país, ele relembra seu tempo de agente e, paralelamente, seu treinamento com Bishop e uma mulher que os separou.

## Elenco
- Robert Redford .... Nathan Muir
- Brad Pitt .... Tom Bishop
- Catherine McCormack .... Elizabeth Hadley
- Stephan Dillane .... Charles Harker
- Marianne Jean-Baptiste .... Gladys Jennip
- Larry Bryggman .... Troy Folger
- Kimberly Paige .... Sra. Muir
- Ian Boo Khoo .... Prisioneiro chinês
- Dale Dye .... Comandante Wiley (sequência do resgate)